# Mesoperipatus tholloni
Mesoperipatus là một chi đơn loài của ngành giun nhung trong họ Peripatidae, chỉ chứa một loài Mesoperipatus tholloni. Được tìm thấy tại Gabon. Loài này được liệt kê là Thiếu Dữ liệu trong Sách Đỏ IUCN